# Пань Юйлян
Пань Юйлян (*潘玉良, 14 червня 1895 —22 липня 1977) — китайська художниця—імпресіоністка XX ст.

## Життєпис
Походила з бідної родини Чжан. Народилася у м.Янчжоу (провінція Цзянсу). Рано осиротівши, з 8-річного віку виховувалася у родині дядька з боку матері, у 14 років була продана їм до публічного будинку. Юйлян неодноразово намагалася втекти звідти чи накласти на себе руки.
У 1912 році її викупив звідти Пань Цзаньхуа, комісар митниці у м. Тунчен, зробивши Юйлян своєю другою дружиною. Пань вчився в Японії і був членом Союзної ліги, попередниці Гоміньдану. У 1913 році Пань Цзаньхуа і Чжан Юйлян одружилися. Юйлян взяла прізвище чоловіка на знак вдячності і поваги носила її до кінця життя. Цзаньхуа виявив здібності Юйлян до живопису. Виїхавши в південну провінцію Юньнань у справах в тривале відрядження, він доручив своєму другу художнику опікати свою молоду дружину. У нього дівчина почала вчитися живопису і у 1918 році змогла вступити до Шанхайського інституту образотворчих мистецтв. Посаду ректора на той час займав художник Лю Хайсу, прихильник ідеї освоєння майстерності європейських художників. Він впровадив у програму навчання студентів заняття на пленері. В його студії учні малювали також і оголену натуру. Це викликало гучний скандал, Лю отримав прізвисько «зрадник мистецтва», а його студію розігнали. Лю любив своїх учнів і продовжував стежити за їхньою долею, завдяки йому Пань Юйлян отримала державну стипендію для навчання у Франції. У 1921 році вона вирушила до Франції, де навчалася в художніх академіях Ліона і Парижа.
У 1925 році, закінчивши курс з відзнакою, отримала грант і вирушила стажуватися в Римську імператорську художню академію. Грошей, які надсилав чоловік, вистачало на подорожі по Європі, де художниця вивчала класиків. Однак незабаром Пань Цзаньхуа втрачає роботу, Юйлян позбавляється матеріальної допомоги з боку чоловіка, живе тільки на крихітну стипендію, на заняттях вона ледь не падає в непритомність від голоду. Однак вона продовжує працювати й брати участь у виставках. Навесні 1925 року, коли викладачі і однокурсники вже почали збирати гроші по підписці, щоб підтримати її, до неї приходить успіх, її картина «Оголена» посіла третє місце на Євразійській виставці сучасного живопису. Премія склала 5 тисяч лір. У 1926 році її робота «Купальниці» відзначено найвищою нагородою на Міжнародній художній виставці у Римі. До художниці приходить популярність.
У 1927 р. Пань Юйлян повернулася до Китаю. З 1929 року відбулися 5 її персональних виставок. Вона стала першою сучасною китайською художницею, яка була удостоєна персональної виставки.
У своїх роботах вона використовувала досвід, накопичений в Європі, її стиль склався під впливом імпресіоністів і фовістів. Це був новий напрямок у мистецтві, тому художниця зазнала критики з боку традиціоналістів. Не знайшла вона розуміння і у широкої публіки, яка не звикла бачити на полотнах оголену жіночу натуру. Їй пригадали і її минуле, зазначивши: «Повія не повинна бруднити вежу зі слонової кістки».
У 1937 році художниця залишила Китай і поїхала до Франції, де з успіхом продовжувала творити. Померла Пань Юйлян у 1977 році, похована у Франції. Її 4 000 картин та малюнків після її смерті були перевезені до столиці провінції Аньхой — м.Хефей, де вони зберігаються досі.

## У мистецтві
Письменниця Ши Нань написала роман «Душа живописця — Біографія Пань Юйлян», відомий режисер Хуан Шуцінь у 1993 році за романом зняв 30-серійний фільм «Душа живописця» з актрисою Гун Лі в головній ролі. До цього у 1990 році вийшов 8-серійний фільм «Незвичайна історія художниці Пань Юйлян» режисера Хе Іліня. Доля художниці привертала увагу романістів не тільки в Китаї, але і на Заході. Про незвичайну долю художниці Дж. Коуді написав книгу «Художниця з Шанхаю».